# مسلسل ان‌اس‌وی
مسلسل ان‌اس‌وی (به روسی: НСВ Никитина-Соколова-Волкова) یک مسلسل سنگین ساختِ اتحاد جماهیر سوسیالیستی شوروی است که در سال ۱۹۷۱ ساخته شد. این سلاح در کشورهای بلغارستان، هند، یوگسلاوی و لهستان نیز تحت لیسانس ساخته می‌شود.

## تاریخچه
در سال ۱۹۵۰ ارتش روسیه به دنبال طرحی برای جایگزینی دو سلاح RPD,SGM بود ارتش روسیه خواهان طرحی مشابه سلاح mg-42 المان نازی بود (که واقعاً تیربار mg42 انقلاب بی نظیری بود که هیچگاه در تاریخ اسلحه‌های سنگین تکرار نشد)
پس از تست‌های فراوان ایده میخاییل کلاشنیکف پذیرفته شد زیرا این سلاح بسیار قابل اعتماد تر و ارزان‌تر از طرح گریگوری نیکتین و یوری سالکوف. بعدها طرح میخائیل کلاشنیکف با نام PK معروف شد.
اما ارتش روسیه این طرح را فراموش نکرد و سال‌ها بعد یعنی در سال ۱۹۶۹ ارتش روسیه آغاز توسعه طرح NSV را آغاز کرد
این سلاح در سال ۱۹۷۱ برای خدمت در ارتش روسیه پذیرفته شد و پس از آن به سرعت وارد کشورهای هند، بلغارستان، لهستان و ویوگسلاوی شد این سلاح در کشور یوگسلاوی سابق (و الان صربستان) به نام Zastava M87 نامیده می‌شود
البته این نکته را هم باید ذکر کرد که ارتش روسیه با توجه به اینکه هیچگونه دسترسی به کارخانه‌های این سلاح در اکراین و قزاقستان نداشت به علت کمبود قطعات و بالا رفتن قیمت نگهداری مسلسل KORD که نسخه‌ای از همان NSV هست را ساخت.

## انواع
ان‌اس‌وی‌نی(Nsvt): نوعی از تیربار ان‌اس‌وی است که برای وسایل نقلیه ساخته شده‌است مثل تانک‌های نبرد اصلی MBTMB که کارخانه Zastava صربستان این سلاح را تحت لسیانس با نام M83 تولید می‌نماید
WKM: نسخه لهستانی این سلاح که با توجه به استانداردهای ناتو و با گلوله‌های استاندارد ناتو BGM 50 کار می‌کند
مسلسل NSV در تانک تی-۷۲ وگونهٔ دیگر آن با نام nsvt در تانک‌های تی-۶۴ و همچنین تی-۸۰ به کار رفته‌است.

## ویژگی‌ها
- طراحی :۱۹۶۹
- وزن :۲۵ کیلو خود اسلحه
- ۴۱ کیلو با پایه
- ۱۱ کیلو با ۵۰ تیر
- طول:۱۵۶۰میلیمتر ویا ۶۱٫۴اینچ
- گلوله: 12.7x108mm
- نحوه کار :با گاز باروت
- نرخ آتش:۷۰۰–۸۰۰ دور دردقیقه
- سرعت دهانه :۸۴۵متر بر ثانیه
- برد مؤثر: ۱٫۵ کیلومتر در هوا (حداکثر)
- ۲ کیلومتر در برابر اهداف زمینی
- گنجایش قطار فشنگ: ۵۰ تیر

## مشخصات
- نوع: مسلسل سنگین
- سازنده:روسیه (شوروی)
- خدمت: از۱۹۷۱تاکنون
- جنگ‌ها: جنگ روسیه در افغانستان جنگ خلیج فارس
- جنگ عراق و جنگ ارمنی‌ها با اذربایجانی‌ها بر سر قره باغ در ۱۹۸۸
- سازندگان: نیکتین و سولکوف و ولکوف

## کاربران
- ارمنستان
- بوسنی و هرزگوین:
- بلغارستان: تولید توسط آرسنتا[۱]
- قبرس: نصب‌شده و مورد استفاده در تانک‌های تی-۸۰
- مصر: نصب‌شده و مورد استفاده در تانک‌های تی-۸۰
- فنلاند[۲]
- گرجستان[۳]
- هند[۴][۵]
- عراق[۶]
- قزاقستان[۷]
- کویت: نصب‌شده و مورد استفاده در تانک‌های تی-۸۴[۸]
- مقدونیه شمالی
- موریس
- مغولستان[۹]
- نامیبیا: مورد استفادهٔ نیروهای دریایی نامیبیا[۱۰]
- کره شمالی
- لهستان
- روسیه[۱۱]
- صربستان
- اتحاد جماهیر شوروی[۱۱]
- سوریه[۱۲]
- اوکراین[۷]
- ویتنام:تولید در داخل ویتنام انجام می‌شود.[۱۳]